# Борсуково (Шаранський район)
Борсуко́во (рос. Барсуково, башк. Бурһыҡ) — село у складі Шаранського району Башкортостану, Росія. Входить до складу Дютюлинської сільської ради.
Населення — 269 осіб (2010; 273 у 2002).
Національний склад:
- башкири — 84 %